# Prematuritate
Conform Organizației Mondiale a Sănătății, prematur se numește orice copil viu care la naștere are greutatea egală sau mai mică de 2500 grame. Cu toate acestea, între greutate și vârsta gestațională nu există o relație liniară din cauza unor factori care influențează în plus sau în minus creșterea intrauterină a fătului. Acești factori sunt talia parinților, rasa, alimentația, bolile genitorilor și ale sarcinii, altitudinea etc. Incongruența dintre greutate și vârstă este relevată de faptul că grupul copiilor sub 2500 gr. include, pe de o parte, o mare proporție de distrofici (circa 1/3), a căror vârstă gestațională este mai mare de 37 de săptămâni, iar, pe de altă parte, nu cuprinde un număr important de copii, aproximativ 3% din totalul născuților vii, cu vârsta gestațională sub 37 de săptămâni, dar cu greutate la naștere peste 2500 gr. (supraponderali din părinți cu talie mare, mame diabetice).
Denumirea de prematuri dată nou-născuților sub 2500 gr. nu este adecvată deoarece acest grup de copii nu este constituit numai din prematuri și nu cuprinde pe toți prematurii. Mai adecvată este denumirea de copii cu greutate mică la naștere.
Această grupare ponderală a nou-născuților rămâne valabilă pentru morbiditatea și mortalitatea crescută pe care o prezintă și pentru facilitarea raporturilor statistice. 
Termenul de prematur este rezervat nou-născutului a cărui vârstă gestațională este egală sau mai mică de 37 de săptămâni. 
Postmatur este copilul a cărui vârstă gestațională este egală sau mai mare de 43 de săptămâni. 
Incidența nou-născuților cu greutatea mică la naștere oscilează în medie între 7 și 10 %. Incidența prematurilor cu vârsta gestațională între 36-31 săptămâni depașește 16% din totalul născuților vii, iar a prematurilor cu vârsta gestațională între 30-24 săptămâni, aproximativ 1%.

## Clasificare
Nou-născuții cu greutatea mică la naștere pot fi împărțiți în 4 grade:
- gradul 1 – cu greutatea între 2000-2500 gr.
- gradul 2 - cu greutatea între 2000-1500 gr.
- gradul 3 – cu greutatea între 1500-1000 gr.
- gradul 4 - cu greutatea sub 1000 gr.

## Etiologie
Una dintre cele mai importante cauze ale nașterii premature și distrofiei fetale este starea socioeconomică precară a părinților. Mai sunt implicate infecțiile, vârsta mamei sub 16 ani sau peste 35 ani, bolile cardiace ale mamei, infecțiile asimptomice ale căilor urinare, malformațiile produsului de contracepție, sarcina nedorită, antecedente patologice obstetricale ale mamei (nașteri premature, avorturi, morți-născuți, sarcini multiple, infertilitate).
La mai bine de 1/3 din totalul nașterilor premature nu se pot stabili vreo cauză din ancheta anamnestică.